# 曾子家族东宗世系
曾子世系：自曾子始，至第一任宗聖奉祀官曾繁山，曾子家世正系歷76代。曾子先祖由姒曲烈以後，至於曾巫父親間的世系，皆取於現行的曾氏族譜，没有其他文献佐证，只作參考；曲烈，曾子倝鼎銘作“剌曲”，即烈曲；曾夭、曾阜同时见于《左传》鲁昭公元年（公元前541年），一为季孙氏家臣，一为叔孙氏家臣，未必是父子，也不能明确是曾巫后代及曾子直系祖先。其余谱系也只能参考。

## 曾子先祖

### 傳说時期
- 66世祖  黃帝
- 65世祖  昌意
- 64世祖  顓頊
- 63世祖  鯀

### 夏至春秋時期
- 62世祖  夏姒禹
- 61世祖  夏姒啟
- 60世祖  夏姒仲康
- 59世祖  夏姒相
- 58世祖  夏姒少康
- 57世祖  姒曲烈  被封於鄫國
- 56世祖  姒炫忠
- 55世祖  姒坤仁
- 54世祖  姒錄
- 53世祖  姒浩源
- 52世祖  姒富材
- 51世祖  姒焜
- 50世祖  姒伯基
- 49世祖  姒銳
- 48世祖  姒汪
- 47世祖  姒志梁
- 46世祖  姒煌
- 45世祖  姒相奎
- 44世祖  姒世鑒
- 43世祖  姒政治
- 42世祖  姒模
- 41世祖  姒㙐煥
- 40世祖  姒垠
- 39世祖  姒錦容
- 38世祖  姒洪
- 37世祖  姒桂茂
- 36世祖  姒照
- 35世祖  姒培元
- 34世祖  姒銈
- 33世祖  姒允渿
- 32世祖  姒杞
- 31世祖  姒焳熹
- 30世祖  姒塤和
- 29世祖  姒成銳
- 28世祖  姒一（水+倩）
- 27世祖  姒椿
- 26世祖  姒炯
- 25世祖  姒垣
- 24世祖  姒銷
- 23世祖  姒福波
- 22世祖  姒時榮
- 21世祖  姒炳
- 20世祖  姒均柞
- 19世祖  姒鈴
- 18世祖  姒浤仁
- 17世祖  姒一松
- 16世祖  姒炲
- 15世祖  姒墅
- 14世祖  姒鎮玉
- 13世祖  姒浥
- 12世祖  姒祥榑
- 11世祖  姒炷
- 10世祖  姒方（土+星）
- 鼻祖父  姒宇鑾
- 远祖父  姒沛恩
- 太祖父  姒樸
- 烈祖父  姒世美
- 天祖父  姒時泰
- 高祖父  曾巫，為鄫國世子西元前567年，莒國滅鄫國，逃至魯國，去邑為曾氏。
- 曾祖父  曾夭，魯國季孫氏宰臣。
- 祖父  曾阜，魯國叔孫氏宰臣。
- 父  曾點，字子皙，孔子弟子之一，唐玄宗开元二十七年(739)封“宿伯”；宋真宗大中祥符二年(1009)改封“莱芜侯”；宋度宗成谆三年(1267)从祀孔子。明英宗正统三年（1438）进为公爵。与颜回之父颜无繇、孟子之父孟孙激等由两庑移配启圣王祠（曲阜孔庙崇圣祠）。明嘉靖九年（1530）改称“先贤曾氏”。

## 曾子
- 曾子，曾參，字子輿

## 曾子後裔
- 第2代  曾元
- 第3代  曾西
- 第4代  曾欽，字子敬。
- 第5代  曾㝵，字若得。
- 第6代  曾羨，字學餘。
- 第7代  曾遐，字子盛。
- 第8代  曾偉，漢尚書令。
- 第9代  曾樂，字舜韶，官山陰令，終封都鄉侯。
- 第10代  曾浼，漢上谷都尉。
- 第11代  曾旃，字伸勸，漢中壘校尉，遷冀州太守。
- 第12代  曾嘉
- 第13代  曾寶，字惟善，漢武威太守、車郎。
- 第14代  曾琰
- 第15代  曾據，漢關內侯，西漢末年恥事王莽，攜族渡江，隱於江西廬陵吉陽鄉，復徙鶯遷鄉。
- 第16代  曾闡
- 第17代  曾植
- 第18代  曾燿
- 第19代  曾培，字本固。
- 第20代  曾德
- 第21代  曾珣，字貴文，官中郎將。
- 第22代  曾渙
- 第23代  曾梓，字伯琦。
- 第24代  曾勰
- 第25代  曾端，字正翼。
- 第26代  曾鉉，字道遠，官大司馬。
- 第27代  曾海，一名炅，官襄州錄事參軍。
- 第28代  曾璜
- 第29代  曾興，字兆發。
- 第30代  曾隆，字迪蕙。
- 第31代  曾鈞，字洪舉，官給事中。
- 第32代  曾謀，字以忠。
- 第33代  曾丞，官司空兼尚書令，徙江西廬陵吉陽上黎堡。
- 第34代  曾珪，字子玉。
- 第35代  曾寬
- 第36代  曾莊，字子蒞，官江州都押衙。
- 第37代  曾慶，官御史大夫。
- 第38代  曾駢，慶次子，官御史大夫。因長子後嫡孫不願北歸山東嘉祥奉祀，故以駢後嫡孫為嗣，是為曾氏東宗。
- 第39代  曾耀，南唐宮檢司拜真州刺史，徙江西吉安永豐木塘源。
- 第40代  曾崇範，字則模，南唐太子洗馬東宮。
- 第41代  曾延膺，字膺修，廕授部驛使兼資庫使，升左班殿直果州兵馬都監。
- 第42代  曾碩，字偉夫，宋淳化壬辰登第，歷黃州從事、南雄州軍事判官、榮州觀察判官、導江知縣、朝奉郎大理寺丞。
- 第43代  曾承昌，字雍行。
- 第44代  曾萬敵，字惟仁。
- 第45代  曾公整，字容莊。
- 第46代  曾九思，字成義，又字得之。
- 第47代  曾文傑，字卓庵。
- 第48代  曾好古，字信前。
- 第49代  曾尚忠，字省己。
- 第50代  曾敬父，字存誠，邑庠生。
- 第51代  曾沅德，字旋吉，府庠生。
- 第52代  曾价翁，以字行，諱琢，邑庠生。
- 第53代  曾汝霖，字雨蒼。
- 第54代  曾從文，字益雅，原名崇文，因「崇」字同40代祖諱，因改崇為從。
- 第55代  曾利賓，字翼甫，邑庠生，長、次二子早卒，三子輔誌為嗣。
- 第56代  曾輔誌（1407－1455），字思修，配張氏，邑庠生。長、次二子早卒，三子德胄為嗣。
- 第57代  曾德冑（1433－1504），字好懿，配彭氏；邑庠生。
- 第58代  曾奮用（1463－1535），字志行、號則庵，配金氏；邑庠生。

### 翰林院五經博士
- 第59代  曾質粹（1492－1560），字好古、號南武，配楊氏；世居江西吉安永豐木塘源。明嘉靖十二年，以山東嘉祥無曾氏，而37代慶長子煒後嫡孫59代潮瑤不願自湖南寧鄉北歸，故以慶次子駢長子耀後嫡孫質粹北返山東嘉祥奉祀，後稱曾氏東宗。
- 第60代  曾昊，原名旻，字欽一、號又蒼，配徐氏；早卒未襲。
- 第61代  曾繼祖，字繩之，配薛氏。貤封修職郎翰林院五經博士，少病目兼，以父祖連喪，未即請襲，後以其子襲封。
- 第62代  曾承業（1561－1630），字洪福、號振吾；明萬曆五年（1577年）襲翰林院五經博士，崇禎元年（1628年）告休。元配楊氏、繼配孔氏。
- 第63代  曾弘毅（1610－1641），字泰東，明崇禎元年（1628年）襲翰林院五經博士。配朱氏，明朝皇族後裔。
- 第64代  曾聞達（1627－1668），字象輿，明崇禎元年（1641年）襲翰林院五經博士。正室顏氏，翰林院五經博士顏光魯之女，生長子曾貞豫；側室高氏、張氏。
- 第65代  曾貞豫（1650－1696），字和庵、號麐埜；清康熙七年（1668年）襲翰林院五經博士，戊午年（1690年）告休。配宋氏。
- 第66代  曾尚溶（1668－1741），字匯伯、號松濤，清康熙二十九年（1690年）襲翰林院五經博士，己酉年（1729年）告休。元配孔氏，生長子曾衍橚，長女適翰林院五經博士孟衍泰；繼配程氏。
- 第67代  曾衍橚（1687－1738），字雍若、號喬麓，清雍正八年（1730年）襲翰林院五經博士。配劉氏，生子曾興烈，女適翰林院五經博士孟興銑。
- 第68代  曾興烈（1712－1760），字光緒、號起祚，清乾隆九年（1739年）襲翰林院五經博士。元配路氏、繼配張氏，繼配趙氏生曾毓墫。
- 第69代  曾毓墫（1751－1805），字注瀛，清乾隆二十六年（1761年）襲翰林院五經博士。配仲氏，翰林院五經博士仲耀青之女，生三子一女：長子傳鎮、次子傳錫；長女適翰林院五經博士顏錫嘏，生顏振佑。
- 第70代  曾傳鎮（1769－1796），字巨山，清嘉慶元年（1796年）襲翰林院五經博士，配田氏。曾傳錫（1771－1824），配李氏。
- 第71代  曾紀連（1792－？），原名「紀璉」，因避諱改名；字仲鲁、號小山，清嘉慶十三年（1808年）襲翰林院五經博士，配李氏。因事革職，並不准其後承襲，以傳錫長子紀瑚承襲。曾紀瑚（1791－？），字六樺、號鏡瀾，清道光九年（1829年）襲翰林院五經博士，配楊氏。
- 第72代  曾廣芳（1811－1829），字汝陟，配史氏；早卒未襲，以同母弟廣莆長子昭嗣為嗣。
- 第73代  曾昭嗣（1831－1864），字嗣淙、號紹庭，配劉氏。
- 第74代  曾憲祏，字祠齋、號奉遠，清光绪十二年（1886年）襲。
- 第75代  曾倩源，字養泉，原名慶源，因「慶」字與37代祖同諱，故改作倩。

### 宗聖奉祀官
- 第1任  第76代  曾繁山，字靜齋，民國3年改為奉祀官，民國24年改稱宗聖奉祀官民國29年逝世，無子，宗聖奉祀官由第75代慶瀼代理。
- 代 理  第75代  曾慶瀼，民國29年代理宗聖奉祀官一職，后由毓墫五子傳錄5代孫憲禕接任宗聖奉祀官。
- 第2任  第74代  曾憲禕，字偉生，號曲窗，由曾約農、曾寶蓀及族人推薦為第二任宗聖奉祀官，並於民國31年1月奉令承襲。民國38年奉令到臺灣，長子慶澂，次子慶泓。[註 1]
- 第75代  曾慶泓，憲禕次子，因憲禕年老，行動不便，代為參祭。
- 第76代  曾繁皓，憲禕長孫

### 大陸地區的曾氏東宗宗子
- 第77代  曾祥符，曾繁山嗣子，紀瑚次子廣莆6代孫，民國35年生，由宗聖奉祀官府呈立其為曾繁山子嗣，並認為應以其傳系與祭祀，但並未經政府批准，民國38年後大陸族人一般奉其為東宗宗子。
- 第78代  曾令光，祥符長子
- 第79代  曾德宗，令光之子